# انسحاب الولايات المتحدة من اتفاقية باريس

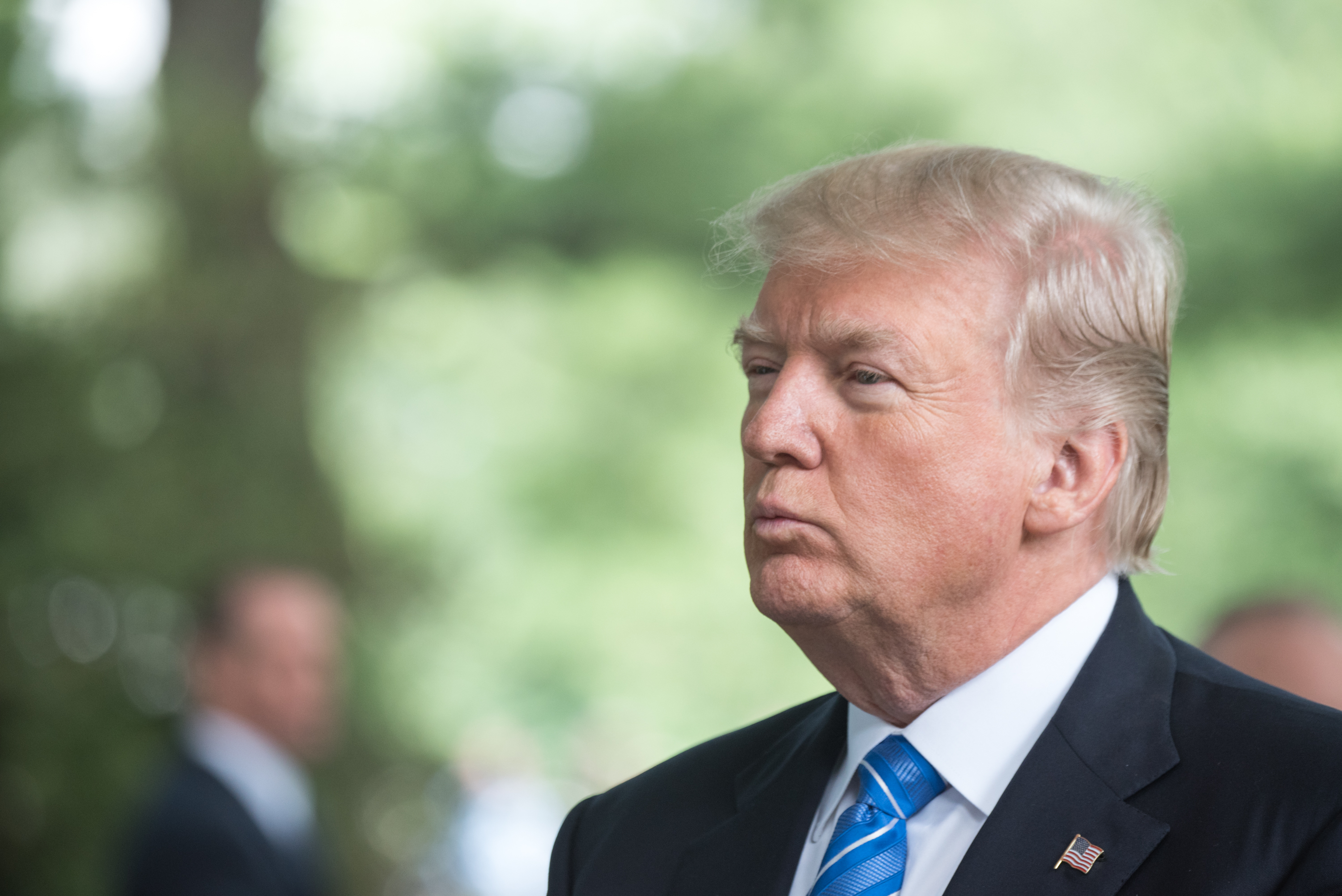
دونالد ترامب اثناء انسحاب بلاده عام 2017

أعلن دونالد ترامب عندما كان رئيسًا للولايات المتحدة في 1 يونيو 2017، أن الولايات المتحدة ستتوقف عن المشاركة في اتفاقية باريس لعام 2015 بشأن التخفيف من آثار التغير المناخي، معتبرًا أن من شأن الاتفاقية «تقويض» الاقتصاد الأمريكي، ووضع الولايات المتحدة «في وضع غير مؤاتٍ بشكل دائم».
لا يمكن -وفقًا للمادة 28 من اتفاقية باريس- لأي دولة أن تقدم إشعارًا بالانسحاب من الاتفاقية خلال السنوات الثلاث الأولى من تاريخ بدئها في البلد المعني، والذي كان في 4 نوفمبر 2016 بالنسبة للولايات المتحدة. أوضح البيت الأبيض لاحقًا أن الولايات المتحدة ستلتزم بعملية الانسحاب التي تستغرق أربع سنوات. أعطت الإدارة إشعارًا رسميًا بنيتها في الانسحاب في 4 نوفمبر 2019، والذي يستغرق 12 شهرًا حتى يصبح ساريًا. كانت الولايات المتحدة ملزمة بالحفاظ على التزاماتها بموجب الاتفاقية إلى أن يدخل الانسحاب حيز التنفيذ، مثل مطلب مواصلة الإبلاغ عن انبعاثاتها إلى الأمم المتحدة. دخل الانسحاب حيز التنفيذ في 4 نوفمبر 2020، بعد يوم واحد من الانتخابات الرئاسية الأمريكية لعام 2020.
دعم العديد من الجمهوريين قرار ترامب بانسحاب الولايات المتحدة، بينما عارض الديمقراطيون بشدة هذا القرار. تعرض قرار ترامب بالانسحاب لانتقادات شديدة في الولايات المتحدة وخارجها من قبل دعاة حماية البيئة، وبعض المنظمات الدينية، وقادة قطاع الأعمال، والعلماء. عارضت غالبية الأمريكيين الانسحاب.
شكل حكام العديد من الولايات الأمريكية بعد إعلان ترامب، التحالف الأمريكي للمناخ لمواصلة العمل على أهداف اتفاقية باريس على مستوى الولاية على الرغم من الانسحاب الفيدرالي. انضمت 24 ولاية إلى التحالف اعتبارًا من 1 يوليو 2019، وكذلك ساموا الأمريكية وبورتوريكو، كما صُرح عن التزامات مماثلة من قبل حكام الولايات ورؤساء البلديات والشركات الأخرى.
من المتوقع أن يؤثر انسحاب ترامب من اتفاقية باريس على الدول الأخرى من خلال تقليص مساعداتها المالية لصندوق المناخ الأخضر، وقد يؤثر إنهاء التمويل الأمريكي البالغ 3 مليارات دولار في النهاية على أبحاث التغير المناخي، وتقليل فرصة المجتمع في الوصول إلى أهداف اتفاقية باريس، بالإضافة إلى حذف مساهمات الولايات المتحدة في التقارير المستقبلية للجنة الدولية للتغيرات المناخية. سيؤثر قرار ترامب أيضًا على مساحة انبعاثات الكربون بالإضافة إلى سعر الكربون. يشير انسحاب الولايات المتحدة أيضًا إلى أن السيطرة على نظام المناخ العالمي ستكون متاحةً للصين والاتحاد الأوروبي.
تعهد الرئيس المنتخب في الانتخابات الرئاسية لعام 2020 جو بايدن، بالانضمام إلى اتفاقية باريس في أول يوم له في منصبه، وقد وقع بايدن بمجرد تنصيبه، أمرًا تنفيذيًا للانضمام إلى الاتفاقية في 20 يناير 2021. انضمت البلاد رسميًا في 19 فبراير 2021.

## التأثيرات
كانت إدارة أوباما مسؤولة عن تمويل صندوق المناخ الأخضر بمقدار 3 مليارات دولار أمريكي، والتي لن تبقى متاحة لاستخدامها في أبحاث التغير المناخي، لذلك فإن انخفاض الأموال التي تقدمها الولايات المتحدة سيقلل من فرص تحقيق أهداف اتفاقية باريس. كانت الولايات المتحدة في عام 2015 إضافةً لذلك مسؤولة عن أكثر من 50% من مراجع الأوراق البحثية المتعلقة بالتغير المناخي، لذا فإن خفض التمويل سيؤثر على مساهمة الولايات المتحدة في أي تقارير أخرى للجنة الدولية للتغيرات المناخية. يمكن أن يكون لإنهاء ترامب تمويل الصندوق الأخضر للمناخ تأثير أيضًا على البلدان الأقل نماء، والتي تحتاج إلى تلك المساعدة لمشاريعها المتعلقة بالتغير المناخي.
لا يعني قرار الرئيس ترامب بالانسحاب أنه سيؤثر بالضرورة على الانبعاثات الأمريكية نظرًا لعدم وجود رابط مباشر، ولكنه يعني بدلاً من ذلك أن الولايات المتحدة لن تخضع بعد الآن لاتفاقية باريس بعد الانسحاب رسميًا. إذا لم تحصل قنونة في الولايات المتحدة من ناحية أخرى، فقد يؤثر ذلك على تغيير مساحة انبعاثات الكربون، فعلى سبيل المثال «وبموجب هدف المساهمات المحددة وطنيًا، سيؤدي انسحاب الولايات المتحدة إلى زيادة مساحة الانبعاثات الخاصة بها بنسبة 14% و28% و54% في السيناريوهات 20 و13 و00 على التوالي». سيزيد ذلك من مساحة انبعاثات الكربون في الولايات المتحدة، بينما يتعين على الدول الأخرى خفض انبعاثاتها حتى تتمكن من الوصول إلى هدفها المتمثل في خفض درجات الحرارة 2 درجة مئوية فقط. سيؤدي انسحاب ترامب أيضًا إلى زيادة سعر الكربون للدول الأخرى مع خفض سعر الكربون الخاص بها.
تصبح الولايات المتحدة بمجرد أن يسري الانسحاب الدولة الوحيدة من الدول الأعضاء في اتفاقية الأمم المتحدة الإطارية للتغير المناخي المنسحبة من اتفاقية باريس. لم تكن سوريا ونيكاراغوا قد وقعتا بعد على الاتفاقية في وقت إعلان الانسحاب الأصلي، إلا أنهما صدقتا على الاتفاقية منذ ذلك الحين، تاركتا الولايات المتحدة الدولة العضو الوحيد في اتفاقية الأمم المتحدة الإطارية للتغير المناخي والتي لا ترغب أن تكون طرفًا في اتفاقية باريس.
كتب لوك كيمب من كلية فينر للبيئة والمجتمع في الجامعة الوطنية الأسترالية في تعليق لمجلة نيتشر أن «الانسحاب من غير المرجح أن يغير انبعاثات الولايات المتحدة» لأن «انبعاثات غازات الاحتباس الحراري في الولايات المتحدة منفصلة عن الالتزامات القانونية الدولية»، إلا أنه ذكر أن ذلك قد يعيق جهود التخفيف من آثار التغير المناخي إذا توقفت الولايات المتحدة عن المساهمة في صندوق المناخ الأخضر.
من الممكن أن يكون الانسحاب الأمريكي جيدًا أو سيئًا لاتفاقية باريس في نفس الوقت، لأنه «يمكن للولايات المتحدة المعروفة باحتيالها أن تسبب المزيد من الأضرار داخل الاتفاقية وليس خارجها»، وأخيرًا «يمكن أن يؤدي الانسحاب أيضًا إلى جعل الولايات المتحدة دولة تنبذ المناخ، وبالتالي تتوفر فرصة فريدة للصين والاتحاد الأوروبي للسيطرة على نظام المناخ وتعزيز سمعتهما الدولية وقوتهما الناعمة بشكل كبير». يُعتقد من ناحية أخرى أن الصين لا تستطيع السيطرة على نظام المناخ، وبدلاً من ذلك ينبغي أن «تساعد في إعادة بناء القيادة المشتركة العالمية من خلال استبدال الشراكة بين الصين والولايات المتحدة G2 بشراكة المناخ 5 (C5) التي تضم الصين والاتحاد الأوروبي والهند والبرازيل وجنوب إفريقيا».

### التأثير الاقتصادي المحتمل
أعرب قطاع صناعة السيارات الألمانية عن مخاوف بشأن قدرته على المنافسة في ضوء قرار الولايات المتحدة بالانسحاب. صرح ماتثياس ويسمان، رئيس مجموعة الضغط لصناعة السيارات الألمانية (الرابطة الألمانية لصناعة السيارات): «أن الإعلان المؤسف من قبل الولايات المتحدة يحتّم على أوروبا أن تسهل سياسة مناخية فعالة من حيث التكلفة ومجدية اقتصاديًا لتظل قادرة على المنافسة دوليًا».
استثمرت العديد من كبرى شركات السيارات والطيران مليارات للحد من الانبعاثات ومن غير المرجح أن تغير مسارها. صرحت جنرال موتورز، أكبر مصنع للسيارات في الولايات المتحدة على الفور كما يلي: «لم يتغير موقفنا من التغير المناخي ... وندعو علنًا للعمل المناخي»، وأكدت دعمها للعديد من التعهدات المتعلقة بالمناخ. أشارت المحللة ريبيكا ليندلاند أيضًا إلى أن مصنعي السيارات لم يخضعوا لقيود محددة بموجب الاتفاق ولم يتغير شيء.
ما تزال السيارات بحاجة إلى الامتثال للمعايير قبل تصديرها إلى قارات أو دول أخرى، حتى مع تخفيف ترامب القيود الأخرى المفروضة على صناعة السيارات والتي سمحت بإنتاج سيارات أقل صداقةً مع البيئة. يوافق جيسون بوردوف، خبير سياسة الطاقة في جامعة كولومبيا، على أن الانسحاب لن يحدث فرقًا في الاقتصاد، بحجة أنه سيُحدد وفقًا لظروف السوق مثل سعر النفط والغاز.
أنفقت شركات الطيران في الوقت نفسه المليارات للبحث عن طرق أكثر كفاءة في استهلاك الوقود للطيران بأي طريقة، إذ يعد الوقود ثاني أكبر نفقات شركة الطيران بعد العمالة، وبالتالي فإن استخدام وقود أقل (مما يعني انبعاثات أقل) يصب في مصلحتهم المالية. جادل كبير ناندا كبير المستشارين في شركة دالبيرغ والشريك فاراد باندي، أنه على الرغم من انسحاب الولايات المتحدة، فإن القطاع الخاص الأمريكي بقي ملتزمًا بالطاقة المتجددة والتكنولوجيا. كما لوحظ أن الطاقة الشمسية أصبحت أرخص من الفحم في عدد متزايد من البلدان.